# اوه هیون کیونگ
اوه هیون کیونگ (کره‌ای: 오현경؛ زادهٔ اوه سانگ جی در ۲۵ مارس ۱۹۷۰) بازیگر اهل کره جنوبی است.

## زندگی شخصی
فرزند اوه هیون کیونگ که یک دختر بود در سال ۲۰۰۳ به دنیا آمد و سپس در سال بعد کسب و کار گلف فشن خود را راه‌اندازی کرد. در سال ۲۰۰۴، شوهرش به دلیل اختلاس بازداشت شد که منجر به طلاق این زوج در ژوئن سال ۲۰۰۶ شد.

## فیلم‌شناسی

### فیلم
| سال  | عنوان       | نقش                         |
| ---- | ----------- | --------------------------- |
| ۲۰۱۵ | بیست        | مادر دونگ وو (حضور افتخاری) |
| ۲۰۲۳ | قفل باز شده | مدیر عامل اوه               |

### مجموعه تلویزیونی
- گزیده مجموعه‌های تلویزیونی
- ضربه عالی روی پشت بام (۲۰۰۹)
- مراقب رئیس باش (۲۰۱۱)
- بردی بادی (۲۰۱۱)
- پیشگوی بزرگ (۲۰۱۲)
- کوسه (۲۰۱۳)
- گونگ شیم زیبا (۲۰۱۶)
- هم‌اتاقی من یک گومیهو است (۲۰۲۱)[۴]
- تو بهار منی (۲۰۲۱)[۵]
- عشق ‌در‌ شهر‌ بزرگ (۲۰۲۴)